# Mihai Cuptor
Mihai Cuptor (n. 16 februarie 1953, Galați) este un controversat om politic și de afaceri din România.
A fost secretar general și sponsor al partidului Alianța pentru România (ApR), pe care l-a părăsit în 2000, pentru a adera la Initiațiva Națională pentru România.
În una dintre firme sale de dezvoltare imobiliară, Real Residence Construct SRL, Cuptor este asociat cu Tiberiu Urdăreanu, patronul grupului UTI.
A fost asociat în diverse afaceri cu Dorin Cocoș - apropiat președintelui Traian Băsescu și PD - și cu Alexandru Bittner, prieten al lui Adrian Năstase și al PSD.
A fost căsătorit cu actrița Alina Chivulescu, presa speculând că s-a despărțit de aceasta după ce în presă au apărut imagini din filmul „Alien Abduction Secrets”, turnat în anul 1996, în care actrița apărea în ipostaze aproape porno.
În anul 2010, s-a căsătorit cu o verișoară a Alinei Chivulescu, Cosmina.

## Controverse
A fost implicat în mai multe afaceri scandaloase cu gruparea Alexandru Bittner - Adrian Petrache legate de retrocedări abuzive ale imobilelor din patrimoniul RAAPPS, prin avocata lui Adrian Năstase, Marieta Anastasescu.
A fost cercetat penal de IGP pentru înșelăciune în comerț cu alcool.
Deține firma Agricola Alcohol Product, prin care a luat mai multe credite de la Bancorex pe care nu le-a mai returnat, valoarea totală a prejudiciului, stabilită de fostul AVAB în toamna lui 1999, fiind de 61,2 miliarde lei vechi.